# Jacques Goddet
Jacques Goddet, né le 21 juin 1905 à Paris et mort dans la même ville le 15 décembre 2000, est un sportif et journaliste français.

## Biographie
Après ses études à Paris, puis en Angleterre, il choisit le journalisme sportif. Il devient directeur du journal L'Auto en 1931 et succède ainsi à son mentor Henri Desgrange. En 1936, il devient directeur du Tour de France cycliste, poste qu'il occupe jusqu'en 1987. Il est également directeur du Parc des Princes, dans lequel il loge même de 1949 à 1966, et du Parc omnisports de Paris-Bercy.
Jacques Goddet est favorable aux innovations techniques dans les compétitions contrairement à son prédécesseur, Henri Desgrange, qui désirait conserver le caractère plus traditionnel du Tour de France. C'est sous son égide que le dérailleur est autorisé dès sa première année à la tête de la course, que le classement par points (récompensé par le maillot vert) est introduit, de même que le concept du prologue au début de la course.
Il est le deuxième président d'honneur de l'Union des Audax français, succédant à Henri Desgrange. Il repose au cimetière de Passy.
Lors du Tour de France 2010, un prix est décerné à la 16e étape au cycliste passé le premier au col du Tourmalet à l'occasion des cent ans du premier franchissement des Pyrénées. Le gagnant du souvenir Jacques Goddet, le Français Christophe Moreau, a reçu une prime de 5 000 €.
Depuis 2004, un prix journalistique porte son nom. Fondé et organisé par Christophe Penot à la demande de Jean-Marie Leblanc, alors directeur du Tour de France, le Prix Jacques-Goddet récompense chaque année le meilleur article de presse écrit en langue française pendant le Tour de France. Jacques Delors, Valéry Giscard d'Estaing, le prince Albert II de Monaco, Michel Rocard, Bernadette Chirac, Pascal Lamy, Jean-Louis Debré, Jean-Yves Le Drian ont notamment été les invités d'honneur de ce prix francophone.

### Fondation del'Équipe

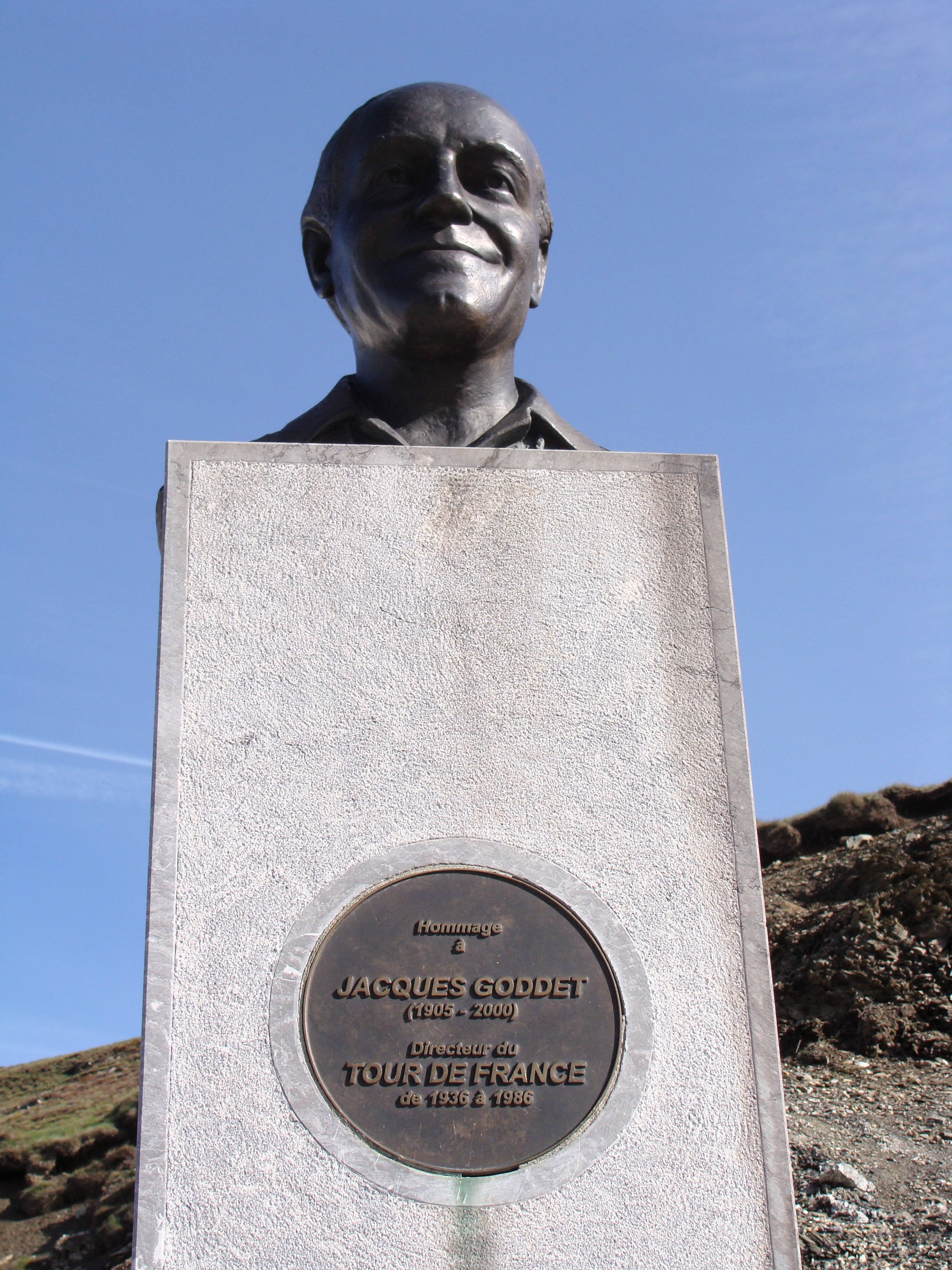
Stèle commémorative à Jacques Goddet au col du Tourmalet.

Après avoir paru sous l’Occupation jusqu’au 17 août 1944, L'Auto est frappé d’interdiction de parution. Jacques Goddet use alors de toutes ses relations avec la Résistance pour réhabiliter le journal sous un autre titre. L'Équipe, nouvelle formule, parait le 28 février 1946 (trois fois par semaine), puis quotidiennement (6 jours sur 7 dès 1948, puis tous les jours à partir de 1998, coupe du monde de football en France oblige). Sa passion du sport alliée au besoin d'alimenter l'actualité sportive tout au long de l'année amène Jacques Goddet à créer des compétitions. Ainsi est-il non seulement directeur du Tour de France de 1936 à 1987, de Paris-Roubaix, Bordeaux-Paris et Paris-Tours de 1929 à 1988 sans discontinuer, mais aussi à l'origine, avec ses collaborateurs de L'Équipe, notamment Gabriel Hanot, de la Coupe d'Europe des clubs champions de football, l'ancêtre de l'actuelle Ligue des champions de l'UEFA. Les rencontres de cette compétition ayant lieu à l'origine le mercredi sont générateurs de vente en semaine. Ainsi, les forts tirages ne sont plus réservés au lundi.

## Distinctions
- Croix de guerre 1939-1945
- Chevalier de la Légion d'honneur (1948)
- Chevalier de l'ordre national du Mérite
- Médaille de la Résistance française
- Ordre du Mérite sportif

## Œuvres
Jacques Goddet a également été un journaliste, dont les éditoriaux dans le journal L'Équipe, en particulier au moment du Tour de France, étaient soucieux d'une langue française maniée à la perfection. Les deux courts extraits présentés ici ont pour terrain le même haut lieu de la Mémoire du Tour, l'ascension du Puy-de-Dôme :
- 17 juillet 1952, (Clermont-Ferrand), « La vérité sort aussi du Puy : Monsieur Bon Dieu ne pensait sûrement pas en éteignant ce vieux volcan que ses flammes finiraient par servir de vélodrome, vélodrome olympique avec virage unique et piste sans cesse montante. Sur cette montagne conique, au pourcentage continu de 12 dans ses quatre derniers kilomètres […], fut livrée la bataille la plus limpide du Tour. Si Coppi gagne, évidemment de la manière qu'il l'entendit, avec une marge étroite, il fut durement gêné par deux éléments différents et contraires : d'une part la remarquable tenue du jeune Hollandais Nolten […] ; d'autre part, l'obligation de jouer le rôle d'arbitre dans le combat quadrangulaire Ockers-Robic-Bartali-Ruiz, plus exactement de protecteur envers son très cher et très tendre ami Gino »[3].
- 12 juillet 1964, (Clermont-Ferrand), « La bataille du Tour des Tours : Ce fut grandiose, comme l'est la masse abrupte du vieux volcan des millénaires passés, comme l'était, à la dimension d'une population entière, la masse des spectateurs […] enserrant le parcours, comme le demeure, dans son intensité dramatique, dans son faste et son tumulte, le Tour de France. Grandiose, implaccable, poignante, la lutte que se livrèrent, dans un coude à coude muet où se plaçaient défi, souffrance, ruse, les deux antagonistes à la taille gigantesque du Tour 1964, Anquetil et Poulidor. Jamais deux hommes qui se disputaient férocement le plus beau et le plus rare des trophées n'avaient été si rapprochés dans l'effort[4]. »

Lus par des centaines de milliers de personnes, dont une part ne lisait le journal qu'en cette occasion, les éditoriaux de Jacques Goddet constituent par eux-mêmes un apport à la littérature cycliste, apport complété par ses mémoires, L'Équipée belle, un volume de plus de 500 pages très denses balayant un siècle de sport et de journalisme sportif. Dans cet ouvrage, il indique que « le tirage quotidien moyen de L'Équipe tourna toujours autour de 320-350 000 exemplaires ».